# Scheinbockkäfer

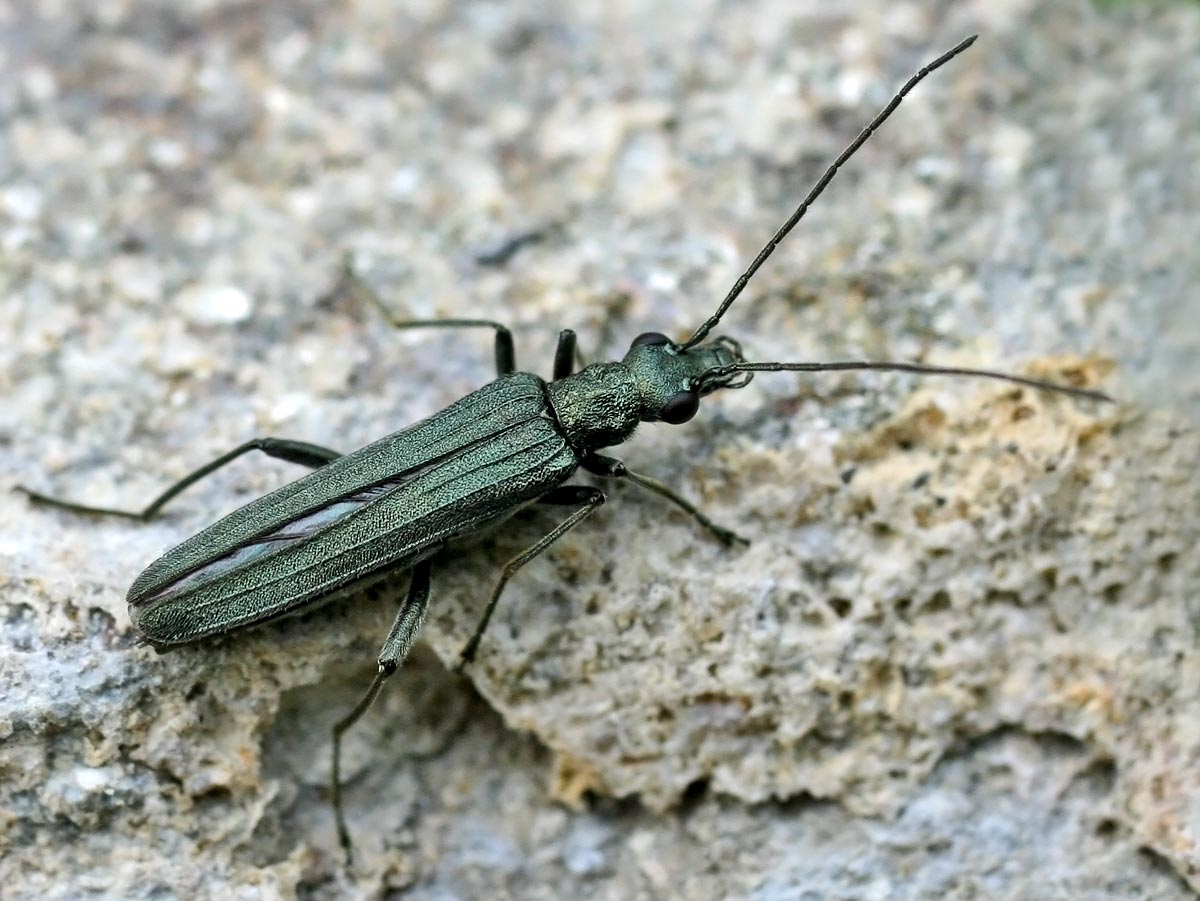
Graugrüner Schenkelkäfer (Oedemera virescens)

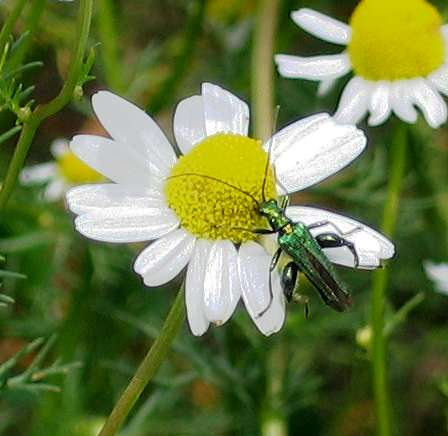
Grüner Scheinbockkäfer (Oedemera nobilis)

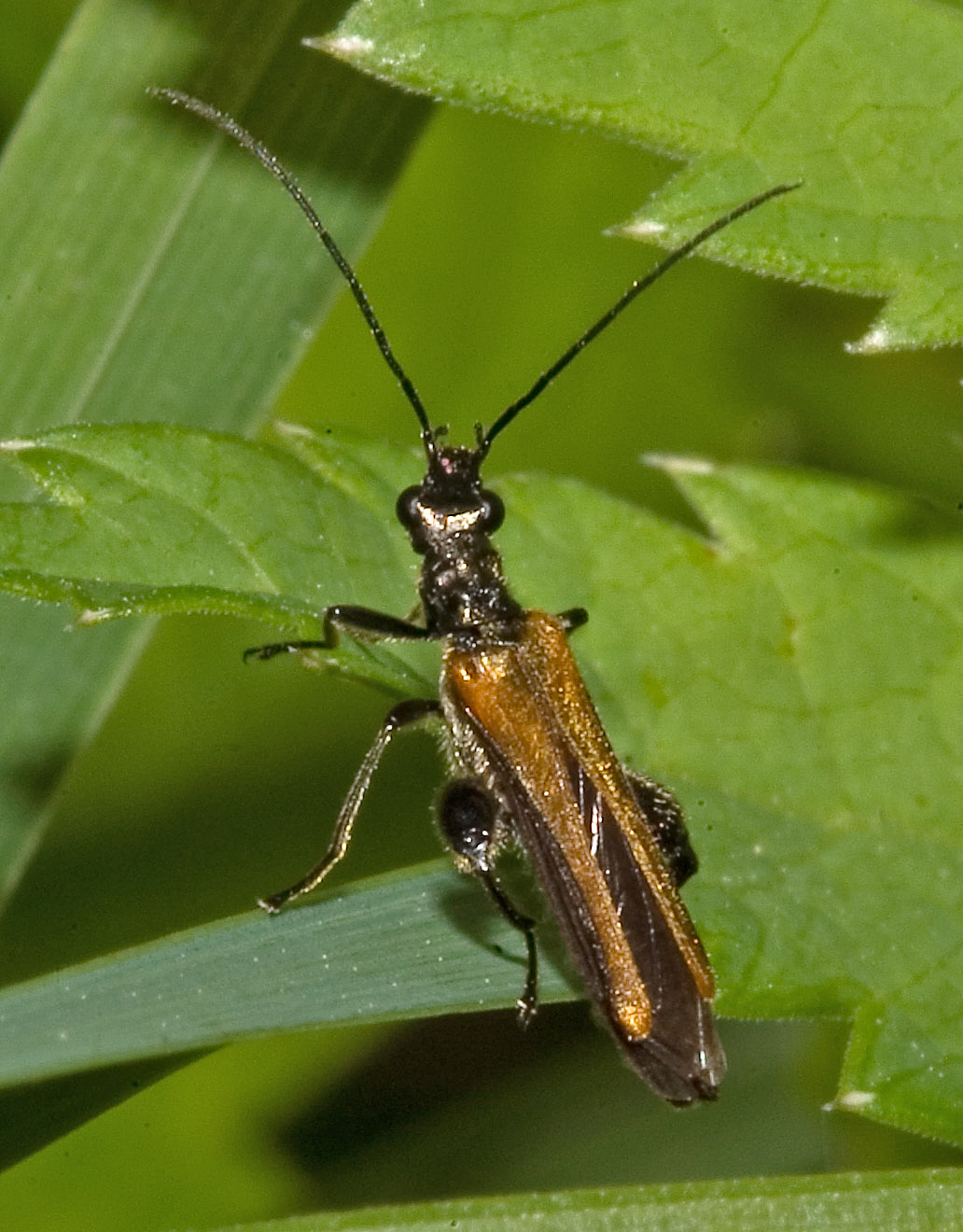
Gemeiner Scheinbockkäfer (Oedemera femorata)

Die Scheinbockkäfer, Schenkelkäfer oder Engdeckenkäfer (Oedemeridae) sind eine Familie der Käfer. Sie kommen weltweit mit etwa 1.500 Arten vor. In Europa kommen 122 Arten und Unterarten vor, in Mitteleuropa sind es etwa 30 Arten.

## Merkmale
Die Käfer variieren in ihrer Körperlänge von 5 bis 22 Millimetern. Sie sehen Bockkäfern ähnlich und haben einen ebenso langgestreckten Körper, der aber weich und nicht so stark chitinisiert ist. Sie sind überwiegend gelb und schwarz, oder metallisch grün, grün, blau oder schwarzblau gefärbt. Der Halsschild, der deutlich schmaler ist als die Deckflügel, ist bei manchen Arten dabei anders gefärbt als der restliche Körper und kann sich bei Männchen und Weibchen voneinander unterscheiden. Die Deckflügel sind bei manchen Arten hinten auseinanderklaffend und bei vielen Arten gerippt. Die Fühler sind normalerweise fadenförmig und haben 11 Glieder. Selten gibt es Arten, bei denen sie gesägt sind, manche Männchen haben auch 12 Fühlerglieder. Die Facettenaugen sind in der Regel durch die Fühlereinlenkungen eingebuchtet. Die langen und schwachen Beine haben vorne und in der Mitte 5 Tarsenglieder, hinten nur vier. Dabei ist das erste Tarsenglied lang und meist ein oder zwei Glieder weisen lappige Verbreiterungen auf. Die Schenkel (Coxae) sind bei den Männchen vieler Arten keulenförmig verdickt.

## Vorkommen
Die Tiere kommen weltweit vor. Sie leben in Wäldern und an deren Rändern, auf Wiesen und auch in Gärten und sitzen oft auf Blüten von Büschen und krautigen Pflanzen.

## Lebensweise
Die Imagines ernähren sich von Pollen. Manche lassen sich in der Nacht durch künstliches Licht anlocken. Die Larven entwickeln sich in allen Arten von Holz oder in trockenen Stängeln krautiger Pflanzen. Es gibt Arten, die sogar in Treibholz leben können. Die Tiere überwintern als Puppe in der Puppenwiege.

## Gattungen und Arten (Auswahl)
Unterfamilie Calopodinae
- Calopus
  - Balkenbohrer (Calopus serraticornis)

Unterfamilie Nacerdinae
- Anogcodes
  - Anogcodes melanurus
- Chrysanthia
  - Chrysanthia viridissima
  - Chrysanthia geniculata
- Nacerdes
  - Nacerdes carniolica

Unterfamilie Oedemerinae
- Ischnomera
  - Blauer Scheinbockkäfer (Ischnomera cyanea)
- Oedemera
  - Echter Schenkelkäfer (Oedemera podagrariae)
  - Gemeiner Scheinbockkäfer (Oedemera femorata)
  - Grüner Scheinbockkäfer (Oedemera nobilis)
  - Grünlicher Scheinbockkäfer (Oedemera lurida)
  - Graugrüner Schenkelkäfer (Oedemera virescens)